# 田中英壽
- 田中英壽
- 田中英寿

田中 英壽（田中 英寿、たなか ひでとし、1946年〈昭和21年〉12月6日 - 2024年〈令和6年〉1月13日）は、学校法人日本大学第12代理事長、日本オリンピック委員会（JOC）元副会長。

## 経歴
青森県北津軽郡金木町（現在の五所川原市金木町）で農家の三男として生まれた。青森県立木造高等学校を経て1965年、日本大学経済学部に入学。日大紛争では、体育会系学生として日大全学共闘会議議長・秋田明大と対峙している。1969年、日本大学経済学部経済学科を卒業し、日本大学農獣医学部体育助手兼相撲部コーチに就任。1999年学校法人日本大学理事、2000年日本大学保健体育事務局長、2001年日本大学校友会本部事務局長、2002年学校法人日本大学常務理事、2005年日本大学校友会会長、2008年から2021年まで学校法人日本大学理事長などを歴任した。
小学校低学年から相撲を習い始め、木造高校相撲部で選手として頭角を現す。日本大学相撲部でも選手として活躍し、3年生のとき学生横綱となった。1969年12月・1970年・1974年の3度アマチュア横綱となったのを始め、のべ34のタイトルを獲得し、1980年に現役引退。同年、朝日スポーツ賞受賞。
1983年に日本大学相撲部監督に就任、久島海、舞の海を始め、幾多の学生を指導して厳しく鍛え上げ、大相撲にも卒業生を送り出すなど人材育成に務める。
1994年、財団法人日本オリンピック委員会（JOC）理事に就任、後にJOC副会長を務めたが、後述のように広域暴力団の住吉会会長や山口組組長らとのいわゆる黒い交際が発覚し辞任した。また公益財団法人日本相撲連盟専務理事・副会長、国際相撲連盟事務総長・会長などを歴任した。
2024年1月13日4時、東京都内の病院で死去した。77歳没。体調を崩し年末より入院しており、一部メディアの記事では肺の病気、またはがんで闘病していたとされる。

## 人物
2005年に常務理事として実権を掌握して以降日大執行部は、大学経営の主導権に敗れたライバル常務理事、大学の人事部長でもあった内田正人と折り合いの悪かった付属高校教員、自身のやり方に批判的な学部長を実務で支えていた東京勤務の事務職員などを、次々と左遷した。
田中の逮捕の際に「4年間、一度も話しかけられることなく卒業していく部員も多かった。一言でも話しかけられようものなら部員が泣いて喜ぶような存在。実際には話せば分かる人だけれど、周りが勝手に怖がって、ものを言えない雰囲気を作り出していた」と学生時代に田中の指導を受けたという日大相撲部OBの証言が寄せられた。同時に、田中が通っていた都内の飲食店の経営者は「田中氏は『俺の身体は病気の塊だ』と自虐的に言いながら、肉なら500グラムをペロリと平らげる大食漢。金は札束を輪ゴムで留めて持ち歩き、『落としますよ』と声を掛けると『大したことねぇんだ。別に落としたって』と無頓着です。日大の金のことも、『俺は1桁の億には口は出さない。2桁からだ』と豪語していた」と語っていた。
高校時代に後輩の輪島大士と日大相撲部を見学した際、輪島に勧められて日大に進学した。
田中は当時の日大首脳陣の判断で大学卒業後もアマチュア相撲に残ったといい、最初はプロに未練があった。輪島と田中をよく知る人物は、もし2人のプロ入りとアマ残留が逆だったらどうなっていたかについて「金銭に野放図な輪島が日大理事長だったら、日大は間違いなく破産ですね。田中が相撲協会の理事長になっていたら、黒い交際疑惑などでトラブルが続き、大相撲界も火だるまになっていますよ」と断言している。
2022年10月5日、妻が死去した。11日に行われた通夜・告別式には、一連の脱税事件などで日大が田中との「決別」を宣言したこともあり、大相撲関係者と相撲部関係者の日大職員以外は参列しなかった。

## 文献
- 著書『土俵は円 人生は縁』早稲田出版、2002年6月

相撲エッセイ、著者表記は田中英寿
- 『日大の帝王　田中英壽理事長と巨大私学の伏魔殿』

別冊宝島編集部編、宝島社、2018年9月
- 佐藤三武朗『炎の男 田中英壽の相撲道』幻冬舎、2020年12月

伝記小説で、著者は日大関係者

## 不祥事

### 暴力団との交際
- 週刊文春2005年6月23日号は「日大総長選の”黒幕”がJOC常務理事就任の奇怪」と題する記事で、田中と暴力団関係者とのつながりを報じた[16]。当時の理事長森田賢治は報道を受けて秘密裏に調査を依頼[16]。6人の弁護士で構成された特別調査委員会がとりまとめた同年8月15日付報告書で、江古田キャンパス工事の指名・発注に対する謝礼として業者から3000万円を受け取った極めて濃厚な疑いや、イトマン事件や石橋産業事件で起訴された実業家許永中との交際、暴力団風の人物との関係が絶たれていないこと、などを指摘された[16]。
- 2014年2月、週刊文春は、住吉会二代目会長福田晴瞭らとのスリーショット写真を掲載[17]。同年9月頃には、山口組六代目組長司忍とのツーショット写真が流出、ヴァイス・ニュース（英語版）[18][19]・デイリー・ビースト・ブルームバーグなどのインターネットメディアに掲載された[20]。2015年4月15日、衆議院文部科学委員会で2020年東京オリンピックに関連して事実関係が問われ、文部科学大臣の下村博文は調査を約束した[21][20]。

### 業者との癒着
2013年（平成25年）2月1日付の読売新聞で、理事長を務める大学の工事受注業者から約500万円を受け取っていたとの疑惑が報じられ、国会でこの問題が取り上げられた。

### 脱税
2021年11月29日、2018年と2020年の所得を隠し所得税5300万円を脱税したとして所得税法違反の疑いで東京地方検察庁特捜部に逮捕された。特捜部では日本大学医学部附属板橋病院の建て替え計画を巡る背任事件を捜査、その過程で田中が医療法人「錦秀会グループ」の前理事長から現金を受領した疑いが浮上していた。田中本人は特捜部の事情聴取に対し資金流出への関与や金銭の受領については否定していたものの、田中の自宅を複数回家宅捜索したところ現金1億円超が保管されていることが判明。大学の関係業者から受け取ったリベートの収入などを除いて税務申告し、所得隠し及び脱税したとして特捜部が摘発に踏み切ったものである。
この逮捕を受けて、12月1日に田中は理事長を辞任する意向を示し、同日開かれた臨時理事会でも了承され、加藤直人学長が理事長を兼務することになった。これにより5期13年に及ぶ田中の長期体制が終わることになる。なお、逮捕された当初、田中は辞任しない意向を示していたが、大学側から「これ以上抵抗すると大学の存続に関わる」と説得されたことで一転して辞任する意向を固めたものである。さらに、同月3日に開かれた定例理事会において田中に対する理事解任決議案が可決され、理事職も解任されている。同月15日には評議員職も解職、22日には校友会の会長職も解任の上に校友会から除名されており、これにより日大の全ての役職が解かれている。この他、2022年3月12日には日本相撲連盟の副会長も辞任している。
田中は当初、脱税容疑について否認していたが、その後容疑を認めた。東京国税局は同月17日に所得税法違反で田中を東京地検に告発、20日に東京地検特捜部が起訴し、田中は起訴内容を認めた。同月21日に東京地方裁判所により保釈が認められ、保釈保証金6000万円を現金納付し、逮捕から23日目で保釈された。また、28日付で修正申告を行っている。2022年2月15日に東京地裁で初公判が行われ、田中は「争う気は無い」と起訴事実を認めた。3月29日に懲役1年、執行猶予3年、罰金1300万円（求刑懲役1年、罰金1600万円）の有罪判決が下った。被告側、検察側とも控訴せず、4月13日にこの判決が確定した。
2023年3月30日、日本大学は田中や背任罪で起訴された元理事など計5人と関係会社3社に総額約11億1360万円の損害賠償を求める訴訟を東京地裁に起こした。